# 이산소화효소
이산소화효소(二酸素化酵素, 영어: dioxygenase) 또는 다이옥시제네이스는 두 개의 산소 원자를 기질에 결합시키는 반응을 촉매하는 효소로, 산화환원효소의 한 종류이다. 단순한 단세포 세균에서부터 복잡한 진핵생물에 이르는 다양한 호기성 생물들은 다양한 대사 경로에서 이산소(O2)의 산화력에 의존하도록 진화해왔다. 에너지 분자인 아데노신 삼인산(ATP)의 생성에서부터 생체이물의 분해에 이르기까지 생물학적 산화제로서 이산소(O2)는 널리 사용되며, 이용하는 메커니즘이 다양하다. 이산소화효소는 이산소(O2)를 사용하기 위해 기질과의 반응에 따라 다양한 방식을 사용한다.

## 같이 보기
- 산화환원효소
- 일산소화효소
- 산소화효소